# La Saison des pluies
Pour les articles homonymes, voir La Saison des pluies (homonymie).
La Saison des pluies (A Burnt-Out Case) est un roman de Graham Greene paru en 1960, situé dans une colonie de lépreux sur la partie supérieure d'un affluent du fleuve Congo en Afrique.

## Synopsis
Querry, un grand architecte qui en a marre de sa célébrité, ne trouve plus de sens dans l'art ou le plaisir dans la vie. À la fin des années 1950, il quitte Bruxelles par le premier avion et se retrouve anonymement dans une léproserie du Congo supervisée par des missionnaires catholiques. Il est diagnostiqué par le Dr Colin, le médecin résident qui est athée, comme un équivalent mental d'un "cas de liquidation" (un lépreux qui a traversé les étapes de la mutilation). Cependant, alors que Querry se perd en travaillant pour les lépreux, sa maladie de l'esprit approche lentement d'un remède.